# Ісмаїл Ельфат
Ісмаїл Ельфат (ісп. Ismail Elfath, 3 березня 1982) — футбольний арбітр США.

## Кар'єра
З 2012 року є арбітром ФІФА і став обслуговувати міжнародні матчі Ліги чемпіонів КОНКАКАФ та Ліги КОНКАКАФ. З 2016 року обслуговує матчі MLS
Був одним із арбітрів Молодіжний чемпіонат КОНКАКАФ з футболу 2018 року, а також Молодіжний чемпіонат світу з футболу 2019 року, де судив в тому числі і фінальний матч.
Обраний арбітром на ЧС 2022 у Катарі.